# Ach mein Kind, du musst noch wachsen
Ach mein Kind, du musst noch wachsen ist ein deutschsprachiger Schlager von Joe Kirsten, Peter Held und Manfred Oberdörffer, das 1993 von Freddy Quinn veröffentlicht wurde.

## Text
Im Lied singt Freddy Quinn zu einem Kind und sagt, es soll „sich Zeit noch mit dem Wachsen“ lassen und meint: „Heute meinst du, 20 Jahre wären eine Ewigkeit.“. Das Kind will Flugzeugführer werden und kann mit „Träumen selig sein“. Es baut ein „Traumhaus für die Eltern, riesengroß, aus Plastikstein“. Es lebt „unbeschwert sein Leben“. Im Refrain erinnert Quinn das Kind: „Morgen stehts du voll im Leben, Kinderzeit ist schnell vorbei. Lass dir Zeit noch mit dem Wachsen.“

## Veröffentlichung
Freddy Quinn veröffentlichte das Lied 1993 in seinem 49. Studioalbum, das den Titel Wieder auf der Reise trug und im Label Mega Herz auf Compact Disc erschien.
Weitere Veröffentlichungen des Liedes waren auf dem Kompilationsalbum Junge, komm bald wieder, das im Musiklabel Quality Entertainment Distribution, als Doppelalbum erschien, Im Label Telamo erschienen zwei Kompilationsalben mit diesem Lied: das Vierfachalbum Die Gold-Edition und das Fünffachalbum Die große Dankeschön-Edition, letzteres erschien 2021.
Im Sampler Alle Kinder brauchen Liebe, das als Fünffachalbum auf Kompaktkassette von Reader’s Digest erschien, war dieses Lied vorhanden. Weitere Freddy-Quinn-Lieder auf dem Album waren Hey du, hör mir bitte zu sowie Ihr Kinderlein, kommet und Morgen, Kinder, wird’s was geben (letztere beiden mit den Hamburger Alsterspatzen).